# Valtopina
Valtopina és un comune (municipi) de la província de Perusa, a la regió italiana d'Úmbria, situat uns 30 km a l'est de Perusa. L'1 de gener de 2018 tenia 1.380 habitants.
El municipi conté les frazioni de Giove, Sasso, Poggio, Ponte Rio, Balciano, Santa Cristina, Gallano i Casatommaso.
Valtopina limita amb els municipis següents: Assisi, Foligno, Nocera Umbra i Spello.

## Evolució demogràfica
| Gràfica d'evolució demogràfica de Valtopina entre 1861 i                          |
|                                                                                   |
| Font: Istituto Nazionale di Statistica (ISTAT) - Elaboració gràfica de Viquipèdia |